# Linus Lee Seong-hyo
Linus Lee Seong-hyo (kor. 이성효, * 6. Juli 1957 in Gi-dong Paldal-gu, Südkorea) ist ein koreanischer römisch-katholischer Geistlicher und Bischof von Masan.

## Leben
Linus Lee Seong-hyo empfing am 9. April 1992 das Sakrament der Priesterweihe.
Am 7. Februar 2011 ernannte ihn Papst Benedikt XVI. zum Titularbischof von Turris Tamalleni und bestellte ihn zum Weihbischof in Suwon. Der Bischof von Suwon, Mathias Ri Iong-hoon, spendete ihm am 25. März desselben Jahres die Bischofsweihe; Mitkonsekratoren waren der Bischof von Incheon, Boniface Choi Ki-san, und der Bischof von Uijeongbu, Peter Lee Ki-heon.
Am 18. Februar 2023 ernannte ihn Papst Franziskus zum Mitglied des Dikasteriums für die Kultur und die Bildung.
Am 21. Dezember 2024 ernannte ihn Papst Franziskus zum Bischof von Masan. Die Amtseinführung fand am 12. Februar des folgenden Jahres statt.